# Howard Blackburn
Howard Blackburn (ur. 17 lutego 1859 w Port Medway w Nowej Szkocji, zm. 4 listopada 1932 w Gloucester) – amerykański rybak i przedsiębiorca, znany z dwóch samotnych rejsów przez Ocean Atlantycki.

## Wczesne lata
Urodził się w Nowej Szkocji w Kanadzie. W wieku 13 lat zamustrował na żaglowiec płynący na Maderę, a następnie przez kolejnych siedem lat pływał jako marynarz na różnych statkach. W 1879 przeniósł się do Gloucester w stanie Massachusetts, gdzie zatrudniał się na statkach rybackich.

## Wypadek na morzu
W styczniu 1883 Blackburn zaciągnął się na szkuner "Grace L. Fears", który poławiał halibuta na łowiskach wokół Nowej Fundlandii. Sznury połowowe z haczykami były stawiane i zbierane z dwuosobowych łodzi wiosłowych dory, które potem wracały na pokład szkunera. Podczas wybierania sznurów na ławicy Burgeo Bank Blackburn i Tom Welch zostali zaskoczeni przez śnieżny sztorm. Mimo starań nie udało im się dopłynąć do statku. Zakotwiczyli łódź na noc, a kiedy sztorm minął, zobaczyli, że szkuner odpłynął. Zaczęli wiosłować do brzegów Nowej Fundlandii. Podczas wybierania wody Blackburn stracił swe rękawice. Ręce zaczęły mu odmarzać. Próbował ogrzać jedną z nich ściągniętą skarpetą, ale bezskutecznie.
Drugiej nocy Welch zmarł z zimna i wyczerpania. Blackburn ułożył jego ciało jako balast i kontynuował wiosłowanie. Po pięciu dniach bez jedzenia i snu osiągnął brzeg. Utracił palce u rąk, oba kciuki do połowy, dwa palce lewej stopy oraz przy palce i piętę prawej.

## Rejsy przez Atlantyk
Blackburn powrócił do Gloucester jako bohater. Dzięki zbiórce pieniędzy na jego rzecz mógł otworzyć sklepik, a potem tawernę.
W 1897, podczas gorączki złota zorganizował spółkę, która miała zając się poszukiwaniem złota. Zakupił szkuner Hattie M. Phillips i pożeglował ze wspólnikami z Gloucester na Pacyfik. Przebyli Cieśninę Magellana, zawinęli do Punta Arenas i po 129 dniach od wyruszenia dotarli do San Francisco. Tam wskutek nieporozumień z innymi uczestnikami i wypadku Blackburn opuścił ekspedycję i powrócił do Gloucester.
Następnie postanowił samotnie przepłynąć Atlantyk. Zbudował slup Great Western o długości 9,14 m, szerokości 2,60 m i wysokości bocznej 1,40 m. 18 czerwca 1899 wyruszył z Gloucester i pomimo choroby i trawiącej go gorączki kontynuował rejs. 19 sierpnia, po 62 dniach samotnej żeglugi, wpłynął do Gloucester w Anglii. Po sprzedaży jachtu i pobycie w Londynie i Francji powrócił do Gloucester w Massachusetts.
W 1900 zbudował nowy jacht, slup Great Republic, który miał 7,62 m długości, 2,13 m szerokości i 1,06 m wysokości bocznej. Rzucił wyzwanie innym żeglarzom, że przepłynie Atlantyk szybciej od nich. Nikt się jednak nie zgłosił. Blackburn wypłynął z Gloucester 8 czerwca 1901 i po 39 dniach dotarł 18 lipca do Lizbony.
W połowie 1902 wyruszył w rejs przez Kanał Erie na Wielkie Jeziora, a następnie rzeką Missisipi na Florydę. Tam Great Republic wszedł na mieliznę. Blackburn sprzedał go i kontynuował podróż płaskodenną łodzią wiosłową.
Powrócił do Gloucester w lutym 1903. Po raz trzeci spróbował przepłynąć Atlantyk na jachcie America o długości 5,11 m, szerokości 1,52 m i wysokości bocznej 56 cm. Wypłynął 7 czerwca 1907, jednak po wywrotkach, utracie części sprzętu, a także wskutek choroby i wyczerpania musiał zrezygnować 8 lipca.
Zmarł w Gloucester 4 listopada 1932.